# Renato Arapi
Renato Arapi (Durrës, 28 augustus 1986) is een Albanees voetballer die sinds 2016 uitkomt voor het Turkse Boluspor. Hij is verdediger en speelt meestal als linksback.

## Clubcarrière
Arapi begon in 1993 met voetbal bij de lokale club KS Teuta Durrës. Hij kwam uit voor alle vertegenwoordigende jeugdelftallen van die club. In 2002 stapte hij over naar KS Dinamo Tirana, een van de belangrijkste clubs in het land. Vervolgens speelde hij voor KF Erzeni Shijak, KS Besa Kavajë (2 periodes), Silkeborg IF en KS Shkumbini alvorens in 2011 bij KS Skënderbeu Korçë terecht te komen. In 2016 tekende hij voor Partizan Tirana. Hij nam met Partizan Tirana deel aan de kwalificaties van de UEFA Champions League 2016/17 en de UEFA Europa League 2016/17, maar vertrok daarna toch onmiddellijk naar Boluspor.

## Interlandcarrière
In 2011 debuteerde hij in het Albanees voetbalelftal tijdens een vriendschappelijke interland tegen Argentinië waar hij na 81 minuten mocht invallen voor Endrit Vrapi.
| Interlands van Arapi | Interlands van Arapi | Interlands van Arapi  | Interlands van Arapi | Interlands van Arapi | Interlands van Arapi | Interlands van Arapi |
| №                    | Datum                | Wedstrijd             | Uitslag              | Soort wedstrijd      | Doelpunten           |                      |
| -------------------- | -------------------- | --------------------- | -------------------- | -------------------- | -------------------- | -------------------- |
| 1.                   | 20 juni 2011         | Argentinië – Albanië  | 4 – 0                | Vriendschappelijk    | 0                    |                      |
| 2.                   | 14 november 2012     | Albanië – Kameroen    | 0 – 0                | Vriendschappelijk    | 0                    |                      |
| 3.                   | 6 februari 2013      | Albanië – Georgië     | 1 – 2                | Vriendschappelijk    | 0                    |                      |
| 4.                   | 15 november 2013     | Albanië – Wit-Rusland | 0 – 0                | Vriendschappelijk    | 0                    |                      |

Bijgewerkt t/m 26 juni 2015.

## Erelijst
Skënderbeu Korçë
- Albanees landskampioen

2011, 2012, 2013
- Albanese Supercup

2013
 KS Besa Kavajë
- Albanees bekerwinnaar

2007, 2010